# Мистепекский сапотекский язык
Мистепекский сапотекский язык (Eastern Miahuatlán Zapotec, Mixtepec Zapotec, San Juan Mixtepec Zapotec, Zapoteco de San Juan Mixtepec) — сапотекский язык, на котором говорят на юге штата Оахака в Мексике.